# Шкала Сковилла
Шкала жгучести Сковилла — шкала, предложенная американским химиком Уилбуром Сковиллом для сравнительной оценки степени жгучести разных перцев — капсикумов.
Единицы шкалы Сковилла (ЕШС) дают качественную оценку содержания капсаицина (условно-субъективно приведённую к количественному показателю), поскольку основаны на органолептическом экспертном тестировании экстрактов перца. Применяется также и полноценное количественное (приборное) измерение жгучести капсикумов по содержанию суммы капсаицина и капсаициноидов, определяемому с помощью жидкостной хроматографии, но так как жгучесть перца обусловлена исключительно капсаицином, то соответствие между шкалой Сковилла и содержанием суммы капсаицина и капсаициноидов (в ppm) будет неточным.

## Шкала
| Значение шкалы        | Вещество или перец                                                                |
| --------------------- | --------------------------------------------------------------------------------- |
| 16 000 000 000        | Резинифератоксин                                                                  |
| 5 300 000 000         | Тиниатоксин                                                                       |
| 16 000 000            | Чистый капсаицин                                                                  |
| 15 000 000            | Дигидрокапсаицин                                                                  |
| 9 200 000             | Нонивамид                                                                         |
| 9 100 000             | Нордигидрокапсаицин                                                               |
| 2 690 000             | Pepper X                                                                          |
| 2 480 000             | Дыхание дракона                                                                   |
| 1 150 000 — 2 200 000 | Каролинский жнец, Перцовые баллончики (США)                                       |
| 1 200 000 — 2 000 000 | Скорпион Тринидада, 7 Pod(Pot) Douglah                                            |
| 855 000 — 1 463 700   | Naga Jolokia, Naga Viper, Trinidad Scorpion Butch T 7, Infinity, Pot Brain Strain |
| 876 000 — 970 000     | Dorset Naga                                                                       |
| 350 000 — 577 000     | Red Savina                                                                        |
| 100 000 — 350 000     | Мадам Жанетт, Хабанеро, Scotch bonnet                                             |
| 100 000 — 200 000     | Ямайский жгучий перец                                                             |
| 50 000 — 175 000      | Пири-пири                                                                         |
| 160 000               | Шогаол                                                                            |
| 100 000               | Пиперин                                                                           |
| 60 000                | Гингерол                                                                          |
| 50 000 — 100 000      | Malagueta pepper, Chiltepin pepper, Птичий глаз                                   |
| 30 000 — 50 000       | Кайенский перец (C. frutescens), Ají pepper, перец Табаско                        |
| 35 000                | Соус Табаско (Скорпион)                                                           |
| 10 000 — 23 000       | Перец Серрано                                                                     |
| 16 000                | Капсиат                                                                           |
| 10 000 — 16 000       | Wax pepper                                                                        |
| 7000 — 8000           | Соус Табаско (Хабанеро)                                                           |
| 5000 — 8000           | Халапеньо                                                                         |
| 4000 — 5000           | Соус Харисса                                                                      |
| 2500 — 5000           | Соус Табаско (классический)                                                       |
| 1500 — 2500           | Перец Рокотильо                                                                   |
| 600 — 1800            | Корень имбиря                                                                     |
| 1000 — 1500           | Перец Поблано                                                                     |
| 800 — 1000            | Соус Табаско (зеленый)                                                            |
| 600 — 800             | Перец Анахайм                                                                     |
| 100 — 500             | Пименто, Пеперончино                                                              |
| 0                     | Сладкий, Болгарский перец                                                         |

## Упрощённая таблица жгучести
| Группа | Название (франц.)      | Единиц Сковилла  | Пример             |
| ------ | ---------------------- | ---------------- | ------------------ |
| 0      | neutre (нейтральный)   | 0 — 100          | Poivron            |
| 1      | doux (мягкий)          | 101 — 500        | Paprika doux       |
| 2      | chaleureux (тёплый)    | 501 — 1000       | Piment d’Anaheim   |
| 3      | relevé (выше среднего) | 1001 — 1500      | Piment Ancho       |
| 4      | chaud (горячий)        | 1501 — 2500      | Piment d'Espelette |
| 5      | fort (сильный)         | 2501 — 5000      | Piment Chimayo     |
| 6      | ardent (жгучий)        | 5001 — 15 000    | Piment de Cayenne  |
| 7      | brûlant (обжигающий)   | 15 001 — 30 000  | Piment Cascabel    |
| 8      | torride (палящий)      | 30 001 — 50 000  | Piment De Árbol    |
| 9      | volcanique (вулканный) | 50 001 — 100 000 | Piment tabasco     |
| 10     | explosif (взрывной)    | 100 001 и более  | Piment habanero    |